# Wielki Wschód Rzeczypospolitej Polskiej
Wielki Wschód Rzeczypospolitej Polskiej – nieistniejące już "zrzeszenie lóż dzikich" (nieuznawane przez największe międzynarodowe obediencje) nurtu romańskiego (adogmatycznego) działające w latach 2017–2021. Nie należy go mylić z międzynarodowo uznawanym Wielkim Wschodem Polski.
Do lóż przyjmowani byli zarówno kobiety, jak i mężczyźni – na równych prawach. Zgodnie z zasadami wolnomularstwa uniwersalnego, kandydatami mogły być osoby wierzące, agnostycy oraz ateiści. Zasady WWRP oparte były na założeniach ideowych masonerii wyrażonych w Konstytucji Andersona z roku 1723. Wielki Wschód Rzeczypospolitej Polskiej był legalnym, świeckim stowarzyszeniem filantropijnym, filozoficznym i postępowym.
Wielki Wschód Rzeczypospolitej Polskiej był legalnym i jawnym zrzeszeniem działającym na podstawie Ustawy o Stowarzyszeniach.
Wielki Wschód Rzeczypospolitej Polskiej jako stowarzyszenie, zarejestrowany był w KRS pod numerem 0000504800. Działał na podstawie jawnych i demokratycznych zasad, a władze pochodziły z wyboru.
Działalnością obediencji kierował Wielki Mistrz stojący na czele Rady Zakonu. Władzę ustawodawczą pełnił Konwent Mistrzów, pracujący z udziałem przedstawicieli wszystkich Lóż. Nadzór nad przestrzeganiem prawa wolnomularskiego pełnił Najwyższy Sąd Braterski. Każdego roku przeprowadzane były demokratyczne wybory do władz Wielkiego Wschodu Rzeczypospolitej Polskiej. Na czele WWRP stał Wielki Mistrz, którym w ostatniej kadencji był Wojciech Mościbrodzki.
Obediencja działała zgodnie z wymogami prawa polskiego i międzynarodowego, a każdy z wolnomularzy był szczególnie zobowiązany do przestrzegania prawa.

## Historia
Po 4 czerwca 1989 roku na tyle zmieniły się w Polsce realia polityczne, że działający dotychczas w dyskrecji wolnomularze podjęli jawne działania w przestrzeni publicznej. W 1991 roku ujawniono publicznie istnienie Wielkiej Loży Narodowej Polski. Wielki Wschód Francji także podjął inicjatywę budowania nad Wisłą struktur wolnomularstwa typu romańskiego. Powstały dwa warsztaty – w 1990 roku Loża Nadzieja na Wschodzie Lille (następnie przeniesiona do Warszawy) oraz w 1991 roku Loża Wolność Przywrócona. Kolejnymi dwiema komórkami były loże Trzech Braci oraz Europa (11.3.1994). Te cztery loże (Nadzieja, Wolność Przywrócona, Trzech Braci i Europa) stały się założycielkami pierwszej polskiej obediencji romańskiej – Wielkiego Wschodu Polski. W 2017 roku pięć lóż, które wcześniej odeszły lub zostały wykluczone z Wielkiego Wschodu Polski, powołało do życia Wielki Wschód Rzeczypospolitej Polskiej.

### Historia WWRP
W 2017 roku Wielki Wschód Rzeczypospolitej Polskiej, jako organizacja wolnomularska powstała w wyniku współpracy pięciu lóż, wśród których trzy należały niegdyś do Wielkiego Wschodu Polski.
W składzie WWRP znalazły się cztery loże warszawskie: Nadzieja, Trzech Braci, Europa, Kultura oraz Gwiazda Morza na Wschodzie Gdańska. Po utworzeniu organizacji powstały również dwa trójkąty wolnomularskie – „Karol Marcinkowski” w Poznaniu i „Mikrokosmos” we Wrocławiu”.
Loże tworzące Wielki Wschód Rzeczypospolitej Polskiej uznawały, że idee wolnomularskie mogą być realizowane jedynie w środowisku, w którym fundamentalną zasadą jest braterstwo, wyrażające się w między innymi w poszanowaniu pełnej autonomii sumienia oraz suwerenności lóż, przy zachowaniu praworządności, legalności i uczciwości.
Wielki Wschód Rzeczypospolitej Polskiej wyrażał stanowisko, że wolnomularstwo jest wspólną wartością humanistyczną, opartą na tradycji związanej z Konstytucjami Andersona i odwołującą się do najbardziej szczytnych idei tolerancji oraz godności człowieka, wyrażonej dewizą rewolucji francuskiej: Wolność, Równość, Braterstwo.
Wielki Wschód Rzeczypospolitej Polskiej, w poszanowaniu szacunku i równości, wyrażał wolę przyjaznych i braterskich relacji ze wszystkimi wolnomularzami na całym świecie, uważając jednocześnie, że prawidłowo rozumiane zasady Sztuki Królewskiej są w stanie przezwyciężyć wszelkie przeszkody na drodze do budowy Braterstwa Uniwersalnego.
Ostatni Konwent WWRP odbył się 22 marca 2021 roku. Na wniosek Wielkiego Mistrza, Konwent zadecydował o samorozwiązaniu stowarzyszenia WWRP. W związku z zakończeniem procesu negocjacji integracyjnych z Wielkim Wschodem Francji (GOdF) do jego struktur dołączyły loże: Nadzieja, Gwiazda Morza, Braterstwo nad Olzą i Karol Marcinkowski.

## Loże
Loże, istniejące w okresie działania organizacji:
- Nadzieja na Wsch. Warszawy[10]
- Trzech Braci na Wsch:. Warszawy[11]
- Europa na Wsch. Warszawy[11]
- Loża Kultura na Wsch. Warszawy
- Gwiazda Morza na Wsch. Gdańska[12]
- Karol Marcinkowski na Wsch. Poznania[13]
- Saule Perkons Daugava na Wsch. Rygi[14]
- Braterstwo nad Olzą na Wsch:. Cieszyna[14]